# Gomesa emiliana
Gomesa emiliana är en orkidéart som beskrevs av H.Barbosa. Gomesa emiliana ingår i släktet Gomesa och familjen orkidéer. Inga underarter finns listade i Catalogue of Life.